# Jane Roland Martin
Jane Roland Martin er en amerikansk feministisk filosof, der er kendt for sit arbejde med pædagogisk filosofi. Hun er professor emiritus i filosofi ved University of Massachusetts Boston. Hun har udgivet en række værker, der vedrører spørgsmål om køn i uddannelse. I 1987 modtog hun en Guggenheim-pris for sit arbejde.